# Mastigonodesmus undeviginti
Mastigonodesmus undeviginti är en mångfotingart som beskrevs av Pius Strasser 1980. Mastigonodesmus undeviginti ingår i släktet Mastigonodesmus och familjen plattdubbelfotingar. Inga underarter finns listade i Catalogue of Life.